# Crookston (Minnesota)
Crookston – miasto w Stanach Zjednoczonych, w stanie Minnesota, siedziba administracyjna hrabstwa Polk.